# 週休
週休（しゅうきゅう, 英: weekly rest）は、労働者に与えられた、1週間における休日。
国際労働機関14号条約では、7日おきに継続して少なくとも24時間の休暇を与えるよう規制している（日本は未批准）。

## 国際労働機関14号条約
国際労働機関（ILO）14号条約はその正式名称を工業的企業に於ける週休の適用に関する条約としており、以下の企業におけるすべての従業員は、7日の期間ごとに1回、継続して少なくとも24時間の休暇を与えるよう規制している。この休日は可能な限り、その国の社会文化的な休日と一致する必要がある（第2条）。
対象となる企業
- 鉱山業、石切業、その他土地より鉱物を採取する事業
- 物品の製造、改造、浄洗、修理、装飾、仕上、販売の為にする仕立、破壊もしくは解体、材料の変造を為す工業（造船並電気又は各種動力の発生、変更及伝導を含む。）
- 建物、鉄道、軌道、港、船渠、棧橋、運河、内地水路、道路、隧道、橋梁、陸橋、下水道、排水道、井、電信電話装置、電気工作物、瓦斯工作物、水道その他の工作物の建設、改造、保存、修理、変更又は解体及上記の工作物又は建造物の準備又は基礎工事
- 道路、鉄軌道又は内地水路に依る旅客又は貨物の運送（船渠、岸壁、波止場又は倉庫に於ける貨物の取扱を含むも人力に依る運送を含まず。）

以下の例外規定が存在する。
- 家内労働者（第3条）。
- 各国は、この規制の一部または全部を例外とすることができるが、適切な人道的、経済的配慮が必要であり、さらに  雇用主や労働者の団体がある場合はそちらと責任をもって協議しなければならない（第4条）。これを発動した場合には、代償休暇を可能な限り与えなければならない（第5条）。

加盟国は以下の通り。
- アイルランド
- アゼルバイジャン
- アフガニスタン
- アルジェリア
- アルゼンチン
- アルメニア
- アンゴラ
- アンティグア・バーブーダ
- イエメン
- イスラエル
- イタリア
- イラク
- イラン
- インド
- ウクライナ
- ウルグアイ
- エジプト
- エストニア
- エチオピア
- エスワティニ
- オランダ
- カナダ
- カメルーン
- ガボン
- ガーナ
- キューバ
- キルギス
- ギニア
- ギニアビサウ
- ギリシャ
- クック諸島
- クロアチア
- グアテマラ
- グレナダ
- ケニア
- コスタリカ
- コモロ
- コロンビア
- コンゴ
- コンゴ民主共和国
- コートジボワール
- サウジアラビア
- シリア
- ジブチ
- ジンバブエ
- スイス
- スウェーデン
- スペイン
- スリナム
- スロバキア
- スロベニア
- セネガル
- セルビア
- セントルシア
- ソロモン諸島
- タイ
- タジキスタン
- チェコ共和国
- チャド
- チュニジア
- チリ
- デンマーク
- トルコ
- トーゴ
- ドミニカ国
- ニカラグア
- ニジェール
- ニュージーランド
- ネパール
- ノルウェー
- ハイチ
- ハンガリー
- バハマ
- バングラデシュ
- バーレーン
- パキスタン
- パラグアイ
- フィンランド
- フランス
- ブラジル
- ブルガリア
- ブルキナファソ
- ブルンジ
- ベトナム
- ベニン
- ベネズエラ
- ベラルーシ
- ベリーズ
- ベルギー
- ペルー
- ホンジュラス
- ボスニア・ヘルツェゴビナ
- ボツワナ
- ボリビア
- ポルトガル
- ポーランド
- マケドニア
- マダガスカル
- マリ
- マルタ
- マレーシア
- ミャンマー
- メキシコ
- モザンビーク
- モロッコ
- モンテネグロ
- モーリシャス
- モーリタニア
- ラトビア
- リトアニア
- リビア
- ルクセンブルク
- ルワンダ
- ルーマニア
- レソト
- レバノン
- ロシア連邦
- 中国
- 中央アフリカ共和国
- 赤道ギニア

## EU労働時間指令
欧州連合の労働時間指令（Working Time Directive 2003, 2003/88/EC）では、加盟国は全ての労働者に対して、7日間ごとに最低24時間の中断されない休憩期間を確保することを規制している。

## 日本
日本の労働基準法においては、週当たり少なくとも1日の休日を付与するよう規定している。これについては労働条件通知書によって書面での告知が必須である。

労働基準法 第35条（休日）
1. 使用者は、労働者に対して、毎週少くとも1回の休日を与えなければならない。
2. 前項の規定は、4週間を通じ4日以上の休日を与える使用者については適用しない。

労働条件通知書

2021には「経済財政運営と改革の基本方針（いわゆる骨太の方針）」に、希望する労働者が週休3日で働ける「選択的週休3日制」の導入を企業に促すことが盛り込まれた。

## 週休3日制の導入
2020年代以降、週当たり3日を休日とする週休3日制を導入・検討する企業が増えている。労働者は増えた時間を育児や介護、自己研鑽に副業、さらに娯楽や趣味などに使えワーク・ライフ・バランスの向上や働き方の選択肢の増加が期待できる。企業にとっても人件費や光熱費などのコストを抑えられる上、プライベートの充実が可能な企業として認知されることにより求人への応募が増え、優秀な人材を確保できる可能性がある。また、労働者の満足度が高まり離職率を抑えられる可能性もある。
しかし、単純に勤務日数を減らした場合は労働者の給与が下がり、1日当たりの労働時間を増やす場合は拘束時間が長くなるというデメリットがある。また、取引先や社内でのコミュニケーションが不十分になる懸念もある。中小企業では人手不足に悩まされていることも多く、業務が逼迫する恐れがある。
そのため、導入にはデジタル化などによる業務の効率化といったことが求められている。